# Kenzan Ogata
Kenzan Ogata (jap. 尾形 乾山 Ogata Kenzan; ur. 1663, zm. 1743), także Shinsei Ogata (jap. 尾形 深省 Ogata Shinsei) – japoński malarz i ceramik.

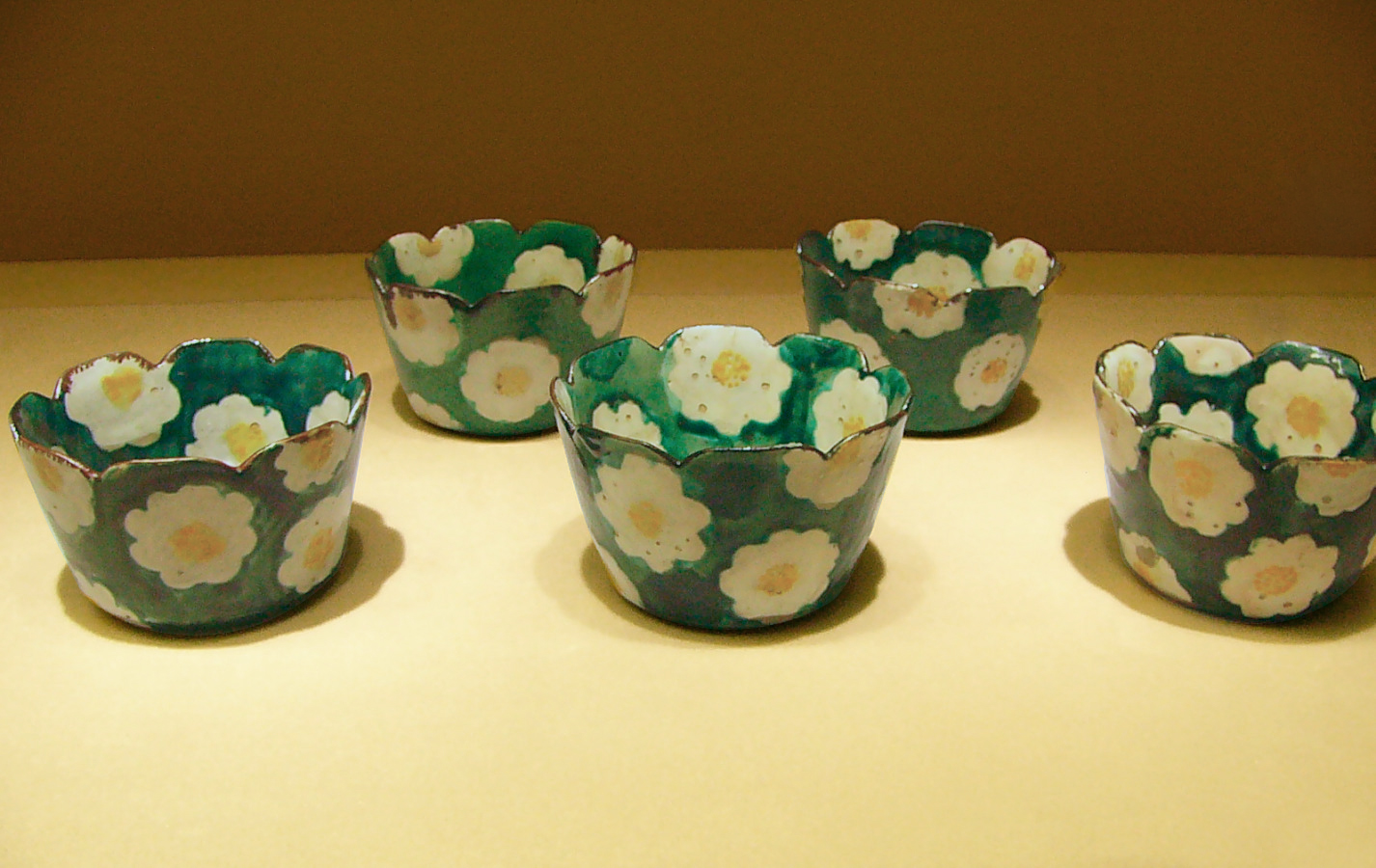
Ceramiczne czarki autorstwa Ogaty

Młodszy brat Kōrina Ogaty, przypuszczalnie był spokrewniony z Kōetsu Hon’amim. Uczył się sztuki ceramicznej u Ninseia Nonomury. W 1699 roku otworzył własny warsztat w Narutaki na północny zachód od Kioto. Pracował razem z bratem, który ozdabiał wytwarzane przez niego naczynia. W 1712 roku ze względu na kłopoty finansowe zamknął warsztat i otworzył w Kioto sklep z ceramiką. Ostatecznie w 1731 roku osiadł w Iriyi niedaleko Edo, gdzie założył nowy warsztat.
Uważany jest za jednego z największych ceramików japońskich. Wypracował własny styl zwany Kenzan-yaki. Był mistrzem ceremonii herbacianej i wytwarzał głównie przeznaczone do niej naczynia: czarki, czajniki, puszki, miski. Swoje naczynia ozdabiał wizerunkami bóstw buddyjskich oraz motywami roślinnymi i zwierzęcymi, wykonanymi w różnych technikach dekoracyjnych. Malował również obrazy, z których większość opatrzona została utworami poetyckimi zapisanymi pismem kaligraficznym.